# ریسا نیگاکی
ریسا نیگاکی (انگلیسی: Risa Niigaki؛ زادهٔ ۲۰ اکتبر ۱۹۸۸) یک موسیقی‌دان اهل ژاپن است.